# Università federale siberiana
L'Università federale siberiana (SFU, in russo Сиби́рский федера́льный университе́т?, Sibirskij federal'nyj universitet) è un ente di istruzione accademica russo situato a Krasnojarsk.

## Struttura
- Istituto di ingegneria militare
- Istituto di scienze umanistiche
- Istituto di ingegneria delle costruzioni
- Istituto di architettura e design
- Istituto di estrazione mineraria, geologia e geotecnologie
- Istituto di ingegneria fisica e radioelettronica
- Istituto di tecnologie spaziali e dell'informazione
- Istituto di matematica e informatica di base
- Istituto di petrolio e gas
- Istituto di pedagogia, psicologia e sociologia
- Istituto di economia e gestione
- Istituto di cultura fisica, sport e turismo
- Istituto di lettere e comunicazione
- Istituto di biologia e biotecnologia
- Istituto di scienza dei materiali e dei metalli non ferrosi
- Istituto di ecologia e geografia
- Istituto di economia, gestione e gestione ambientale
- Istituto politecnico
- Istituto di economia e commercio
- Istituto di legge